# ولتر ساؤول أندرادي
ولتر ساؤول أندرادي (بالإسبانية: Walter Saúl Andrade)‏ (1 ديسمبر 1984 في بارانا، انتري ريوس في الأرجنتين – )؛ وهو لاعب كرة قدم أرجنتيني يلعب كمدافع في دوري الدرجة الأولى الأرجنتيني.

## وصلات خارجية
- ولتر ساؤول أندرادي على موقع قاعدة بيانات كرة القدم.إي يو (الإنجليزية)
- ولتر ساؤول أندرادي على موقع Soccerway.com (الإنجليزية)